# 192e régiment d'artillerie
Le 192e régiment d'artillerie lourde à tracteurs (192e RALT) est un régiment de l'armée de terre française créé en 1924. Il est dissout une première fois en 1926. Recréé en 1939 au début de la Seconde Guerre mondiale, il est dissout à l'issue de la bataille de France.

## Création et différentes dénominations
- 1924 : création
- 1926 : dissous
- 1939 : recréé
- 1940 : dissous

## Chefs de corps
- 1940 : colonel Gustave Henri Pialoux[réf. souhaitée]

## Historique des opérations et garnisons du régiment
Régiment créé en 1924 à partir du 86e RALT et du 6e RA, il est rattaché au 14e corps d'armée et caserné à Valence. Il met notamment en œuvre les mortiers de 280 mm sur affût chenillé Saint-Chamond (en). Il est dissout le 1er octobre 1926 et reverse ses équipements au 184e RALT, également caserné à Valence.
Le 192e RALT est recréé à la mobilisation, le 2 septembre 1939. Formé à Valence par le centre mobilisateur d'artillerie no 314, il est constitué de quatre groupes de canons de 220 C modèle 1916 (en). Il appartient à la réserve générale. Le 20 juin 1940, il est rééquipé avec deux groupes de canons de 75 portés.

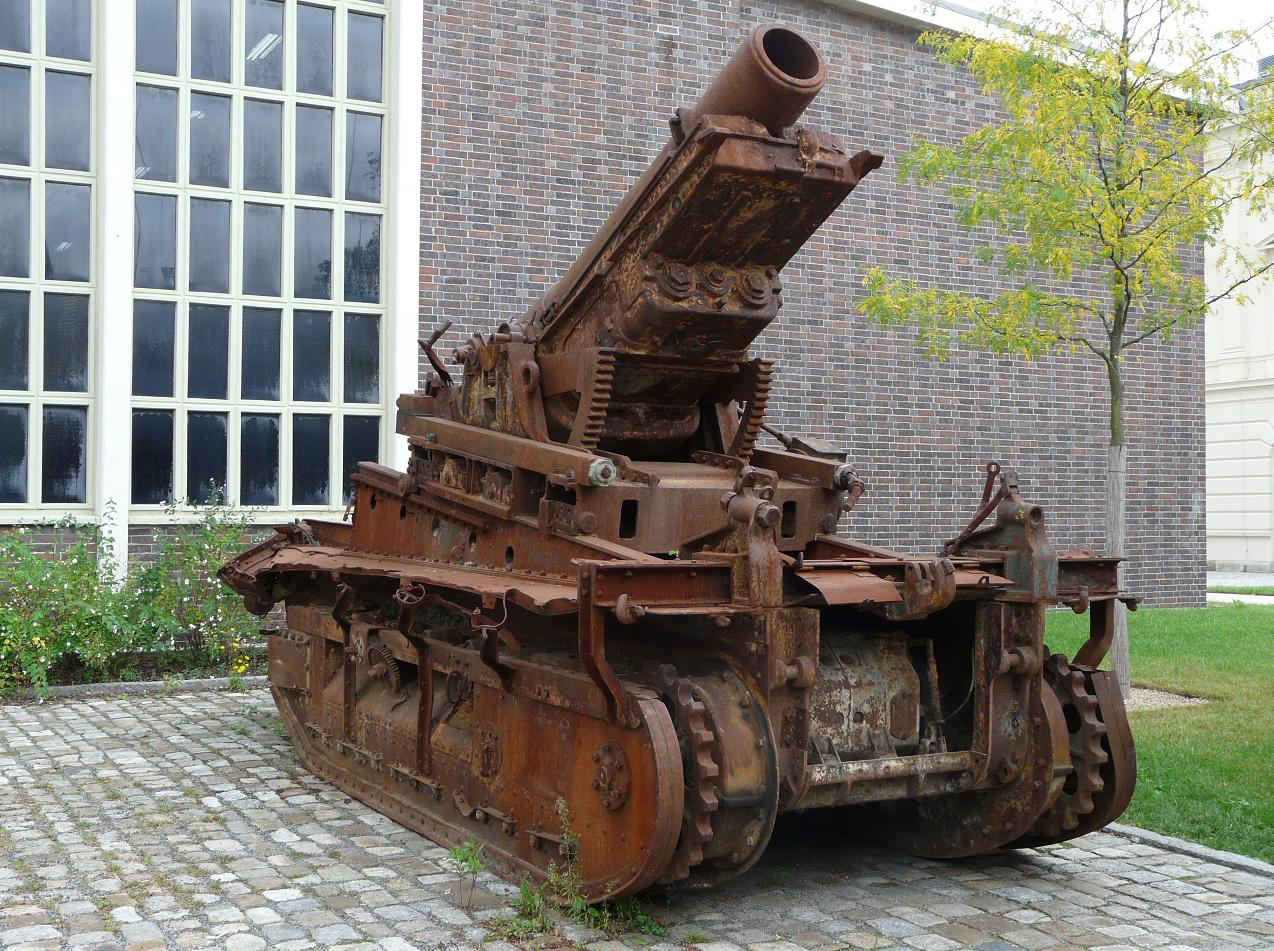
Mortier de 280 TR chenillés (au 192e RALT en 1924-1926).
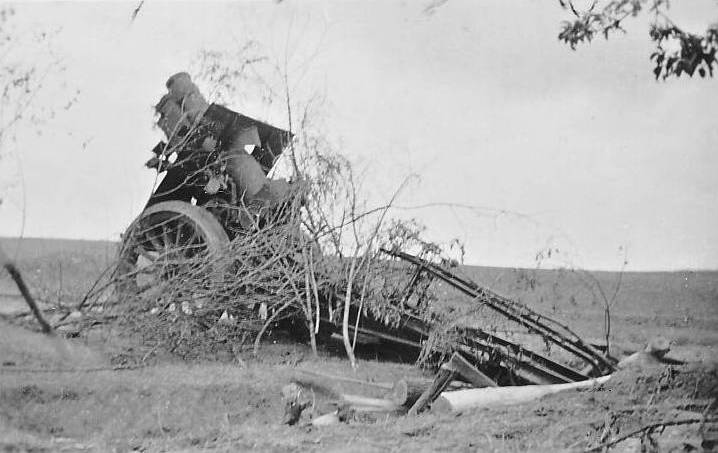
Canon de 220 C modèle 1916 tel que ceux équipant le 192e RALT, abandonné en mai 1940.
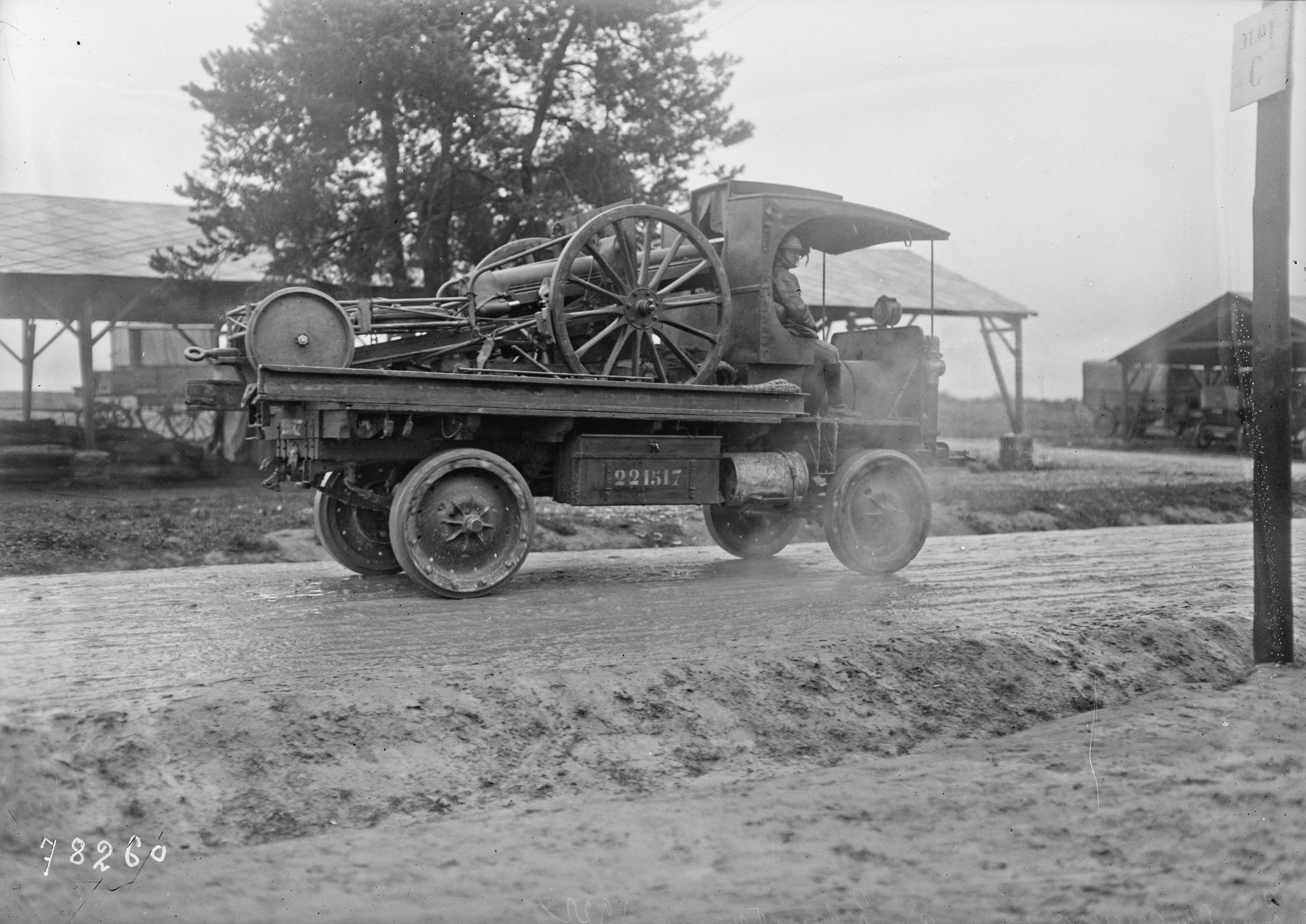
Un canon de 75 modèle 1897 porté sur un camion, système d'arme utilisé par le 192e RALT fin juin 1940.

## Étendard

Le revers de l'étendard du régiment.

Il porte, cousues en lettres d'or dans ses plis, les inscriptions suivantes :
- Verdun 1917
- Champagne 1918